# Montand la vie continue
Montand la vie continue est un ouvrage biographique de l'écrivain franco-espagnol Jorge Semprún, publié en 1983 sur la vie du chanteur-comédien Yves Montand et la longue amitié qui les liait.

## Présentation
L'amitié d'Yves Montand et de Jorge Semprun a d'abord reposé sur une vieille complicité de deux hommes de gauche qui n'ont jamais caché leur engagement et qui vont naturellement se retrouver dans des projets de cinéma engagé qui dénonce la violence, la torture et la dictature.
C'est surtout son l'égide d'un autre ami, le cinéaste Costa-Gavras qu'ils vont dénoncer les extrémismes de tout bord où Yves Montand est le héros de scénarios écrits par Jorge Semprun.
Trois films marquent cette période : d'abord Z en 1969 où Yves Montand est Grigoris Lambrakis, député de gauche et leader socialiste grec assassiné par le régime des colonels, puis L'Aveu l'année suivante où Montand incarne le vice-ministre tchèque Artur London incarcéré par le régime communiste avant de subir un procès inique et enfin État de siège en 1972 où Montand campe un américain, un personnage en partie inspiré de Dan Mitrione, conseiller de divers pays latino-américains, enlevé par un groupe de gauche.
Yves Montand tiendra aussi le rôle principal, celui de Diedo Mora, en 1966 dans le film La guerre est finie tourné par Alain Resnais, sur un scénario de Jorge Semprun et tiendra le rôle du commissaire Pierre Marroux dans le film Netchaïev est de retour tiré du roman éponyme de Jorge Semprun. Il acceptera également en 1973 de faire le narrateur dans un film tourné par Jorge Semprun, intitulé Les Deux Mémoires.

## Retour de voyage

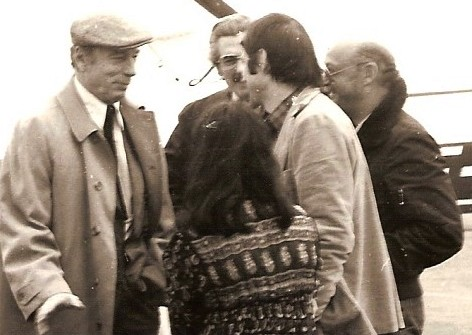

« Rien d'étonnant, note Semprun, à ce que Diego Mora, le personnage de  La guerre est finie, fabuleusement interprété par Yves Montand, murmure à un certain moment une bribe de Baudelaire. Il vient d'arriver à Paris après l'un de ses voyages clandestins. Il est seul dans sa chambre. Il range des papiers. Et il dit à mi-voix comme si cela allait de soi : "Et les soirs au balcon, voilés de vapeurs roses..." » C'est le début d'une longue collaboration entre eux et d'une longue amitié.
À l'occasion d'un retour de voyage, Montand revisite son enfance à Marseille. Brusquement, ça lui a pris, une envie subite de revoir l'impasse des mûriers et sa sœur Lydia qui l'aime d'un amour possessif. Lors d'une longue tournée, Montand trouvait à l'hôtel un petit mot de sa sœur. Il était à la fois attendri et agacé. Un jour au cours d'une discussion, Lydia Ferroni lui dit que leur père Giovanni Livi avait débarqué à Marseille le 2 février 1924, fuyant le village de Monsummano et le fascisme italien, elle en est sûre, c'est inscrit noir sur blanc sur le livre de Torquato Tasso intitulé La Gerusalemme liberata dont Montant avait totalement oublié l'existence. Émotion. Lydia, mémoire de la famille. Jorge Semprun se « souvient alors d'un poème de Baudelaire, à propos du tableau d'Eugène Delacroix sur le Tasse enchaîné. » Montand reconnaît enfin sur le livre la gravure de son enfance. « Il a fini par se souvenir de Torquato Tasso. »

## Autheuil-sur-Eure

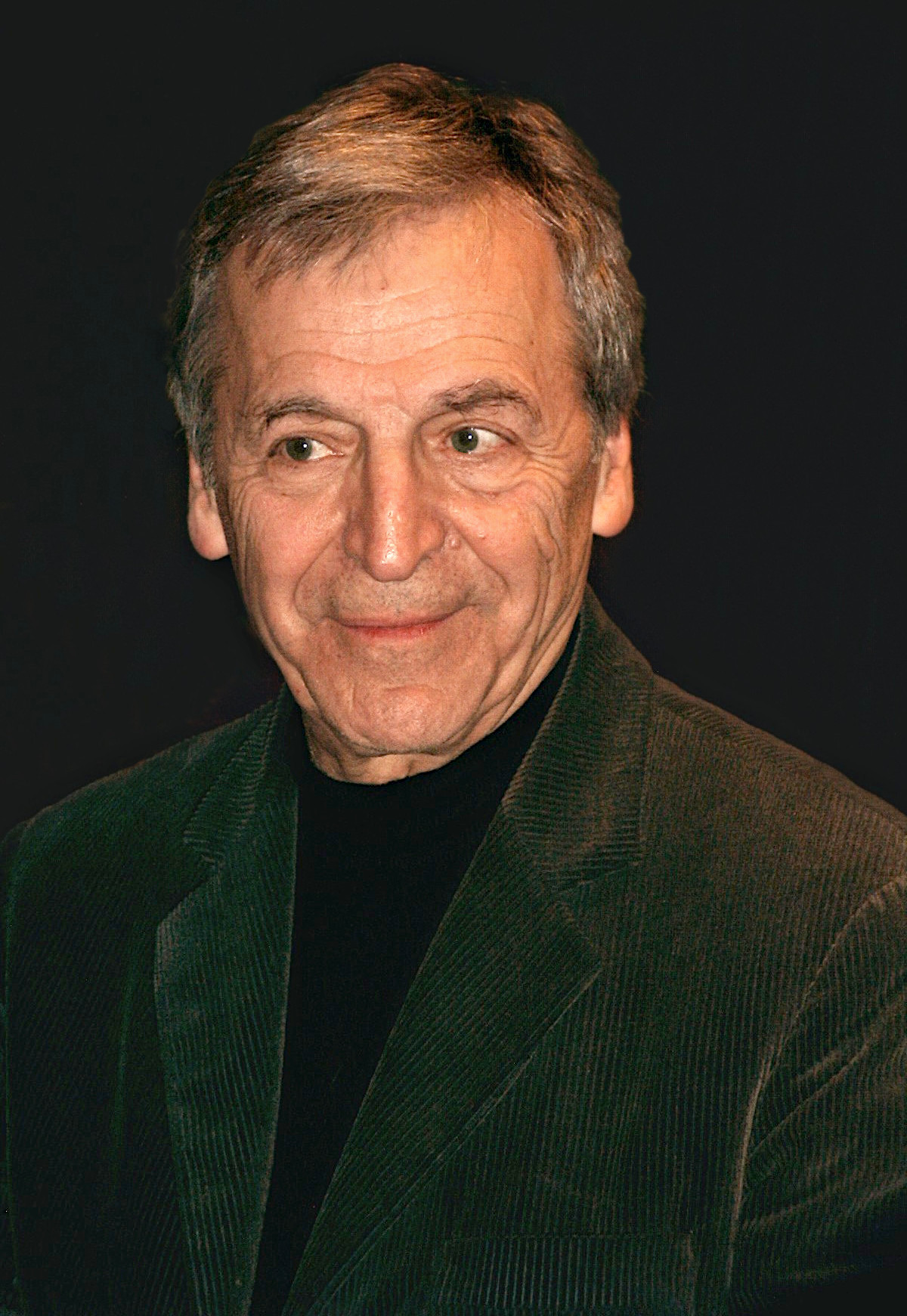
Costa-Gavras

Le lieu privilégié pour les rencontres intimes entre amis, c'est la maison de campagne d'Yves et de Simone à Autheuil-sur-Eure. Jorge Semprun le décrit ainsi : « Grand solitaire pris de bougeotte quand il ne travaille pas, Montand n'est pas un bavard. Pourtant, son langage est un parler. Un franc parler même. Superbe par ailleurs. » En 1963, Semprun fréquente la maison d'Autheuil, « elle était une sorte de paradis de l'amitié. »
Il parlaient peu de politique et beaucoup de cinéma, « surtout quand il y avait Costa-Gavras, et il était souvent là. » Son premier film, Compartiment tueurs a été conçu à Autheuil, « un pur produit du bocage normand. » Montand confie à Alain Rémond : « C'est de Compartiment tueurs que date ma vraie vocation, mon véritable engagement pour le cinéma. »
C'est ensuite, par l'intermédiaire de Jorge Semprun, que Montand fut présenté à Alain Resnais et qu'il joua le rôle de Diego Mora  dans La guerre est finie. Le film connut quelques avatars à sa sortie, retiré des festivals de Cannes et de Karlovi Vary du fait des réactions vindicatives de l'Espagne franquiste. Dès lors, Montand va se donner au cinéma et, en un peu lus de 3 ans, tourner 8 films importants.

## La rupture

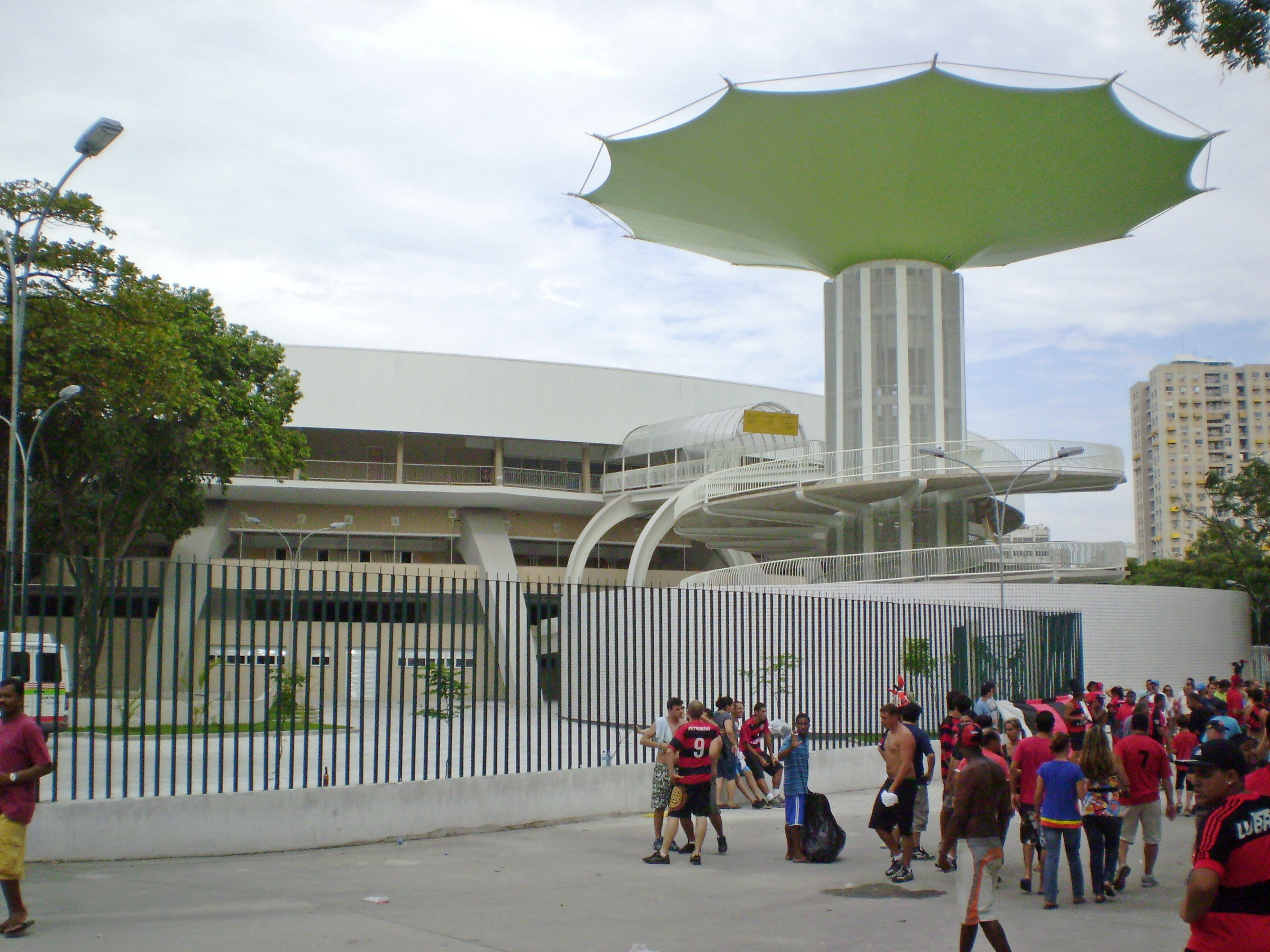
Stade de Maracanãzinho

Montand triomphe sur toutes les scènes du monde : à Maracanãzinho, « 14.000 Brésiliens, debout, l'ovationnent, « à Washington, on l'appelle désormais "Le Français qui parle la langue de tout le monde," » jusqu'à cette soirée du 7 septembre 1982 et l'apothéose au Metropolitan Opera de New York. Les titres des journaux sont dithyrambiques, « Montand est formidable » titrera l'un d'eux en français. »
Mais au-delà du succès, il y a les difficultés du métier, « l'inévitable solitude du chanteur de foules », il y a aussi en 1956 son adieu aux moscovites massés dans le stade Loujniki. Premiers signes de la rupture avec le communisme. Yves Montand a créé un personnage madame Pluvier, militante de base du PCF à qui il invente une vie et plein d'anecdotes cocasses. Il en joue avec ses amis qui sont dans la confidence et connaissent les aventures de cette pauvre militante. Semprun fera de Bernadette Pluvier un petit personnage dans La guerre est finie. Clin d'œil à l'ami Montand.
La rupture survient en 1968. Pendant les "événements" « Montand ne dit rien. Il va d'un endroit à un autre. Il observe, il écoute. » Au cinéma, il s'engage dans le personnage de Lambrakis, le héros du film Z qui aura un grand impact sur les évolutions qui se dessinent. Au cours de cette année, Montand n'a pas chômé : après "Z", c'est une série de récitals à l'Olympia puis Hollywood pour un film à la fin de l'année.
Selon Jorge Semprun, Piaf a représenté une espèce de synthèse entre la jeune femme légère et l'image de la pureté féminine incarnée par sa mère. Mais il faut qu'une femme lui apporte plus, autre chose, une expérience qui l'intéresse, le concerne et qu'il trouvera plus tard chez Simone Signoret. Mais à l'heure de la rupture, c'est l'image du père qui surgit, le père communiste qui disparaît au moment où le fils rompt avec le Parti communiste.
L'Aveu fut avant tout un film d'acteurs, écrit Semprun. « C'est le film de Montand tout d'abord. Non seulement parce que le poids de l'histoire repose entièrement sur lui, mais aussi parce qu'il s'y est engagé totalement, avec une sorte de fureur sombre et retenue. » Une très grande performance d'acteur. Dans Télé 7 jours Jacqueline Michel écrivait : « C'est peu de dire qu'Yves Montand incarne Artur London. L'identification est si totale, si douloureusement absolue que l'on aurait honte de parler d'une performance d'acteur. Ce qu'il fait est très au-delà. » Sa performance est d'autant plus remarquable que ce film austère et douloureux s'insère entre deux comédies, Le Diable par la queue de Philippe de Broca et La Folie des grandeurs de Gérard Oury.
Évidemment, la sortie du film fut épique. Mais six ans plus tard, le film put être projeté à la télé, aux 'dossiers de l'écran' dans une ambiance décontractée. Les choses ont évolué, « décembre 1976, Franco était mort depuis un an. Bientôt, le PC espagnol allait retrouver la légalité démocratique. La guerre était vraiment finie en somme. » Et Jorge Semprun écrivait Autobiographie de Federico Sánchez. Mais onze ans plus tard anticipe Semprun, « nous allions voir se reproduire le même type de comportement. À propos de la Pologne cette fois-ci. »

## Entre carrière et engagement
Après la répression voulue par le général Jaruzelski en Pologne, Montant décide de réagir. Le 16 décembre 1981, il intervient sur Europe 1 avec Michel Foucault pour dénoncer les arrestations et la mise au pas de Solidarnosc. Déjà en février 1974, il avait organisé un récital exceptionnel pour les réfugiés chiliens pour afficher sa solidarité avec tous les Chiliens victimes de la dictature de Pinochet, ce pays où il avait tourné État de siège avec Costa-Gavras. Lors de ce récital, Jorge Semprun retrouve le solitaire, « comme tous les grands fauves de la scène, Montand est un solitaire. Mais sa solitude est pleine de vitalité... comme une pulsion de vie. »

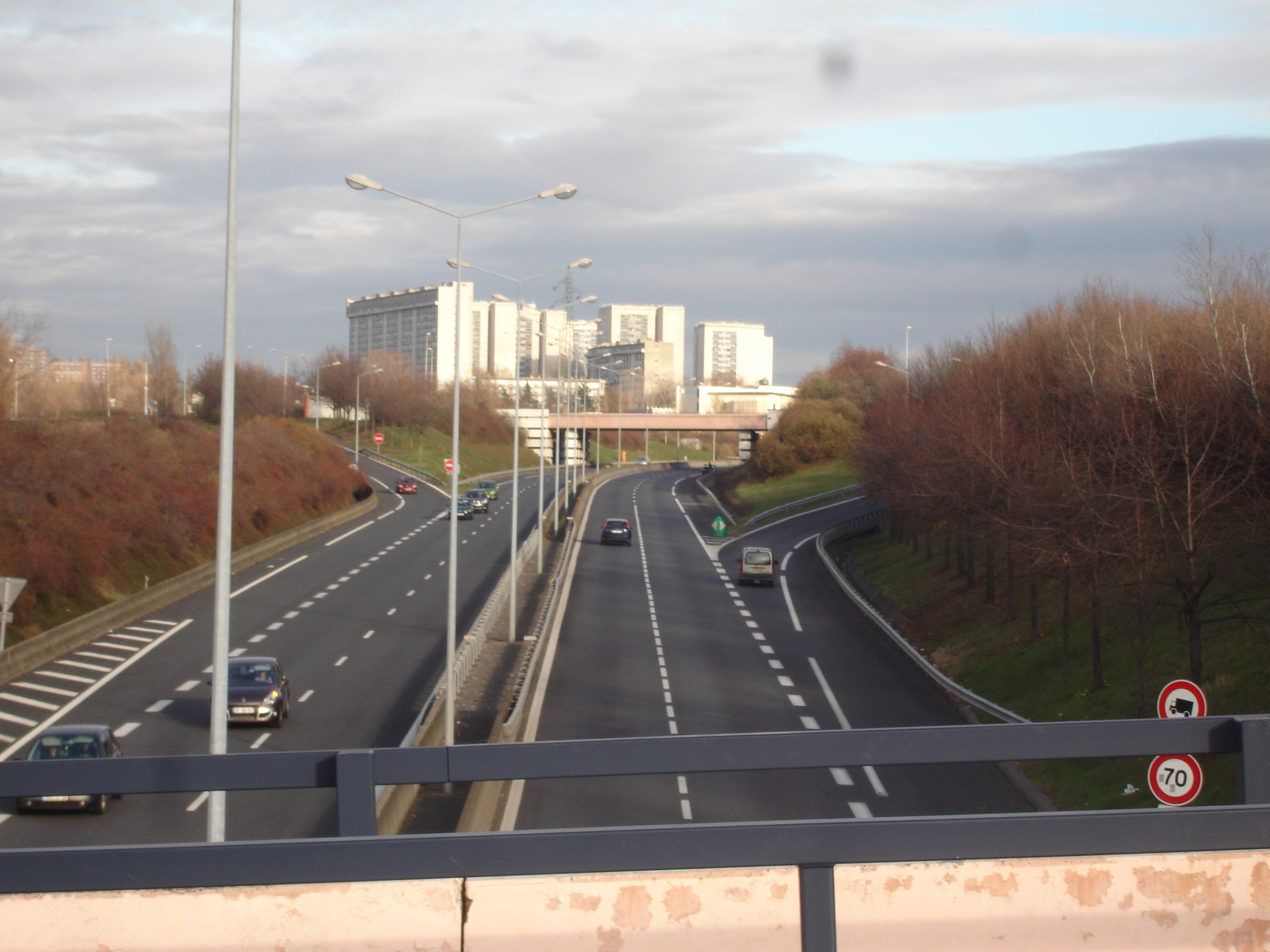

C'est en 1979 que Montand décide de remonter sur les planches : un beau défi pour une première à l'Olympia qui aura lieu le 13 octobre 1981, jour de ses soixante ans. Selon lui, tout s'est joué à Autheuil. « Il était seul, il se promenait dans sa maison, vêtu comme à son habitude d'alors d'un pantalon et d'un gilet de velours noir à côtes, sur une chemise blanche. » Par jeu, il se coiffe d'une chapeau haut-de-forme et se regarde dans la glace e pied de la porte de séparation, il a « l'intuition fulgurante que c'est dans cette tenue familière... qu'il fallait commencer le spectacle. »
Mais en cette fin d'année 1981, il dénonce au micro d'Europe 1 la répression en Pologne et fait descendre sur la scène de l'Olympia, à la fin de son spectacle, une pancarte de Solidarnosc. La polémique s'amplifia, surtout avec le Parti socialiste parce que finalement, Yves Montand était un homme libre n'engageant que lui alors qu'un homme comme Lionel Jospin subissait les contraintes inhérentes à l'action politique.
Pour en arriver là, à ce moment de sa vie où il défend Chiliens et Polonais contre l'arbitraire, Yves Montand a évolué, « a retrouvé sa vérité politique, » surtout « à travers son expérience de comédien de cinéma. »
À New York le 2 septembre, Simone est là « qui a déjà marqué son territoire. » Cette fois, elle est présente après une longue maladie qui l'a tenue éloignée de la préparation et du début de la tournée.
Le 19 octobre 1982, Jorge Semprun part rejoindre Montant qui donne un concert à Los Angeles au Greek Theatre. Il arrive au moment où il entonne sa chanson Les grands boulevards.

## Flash back

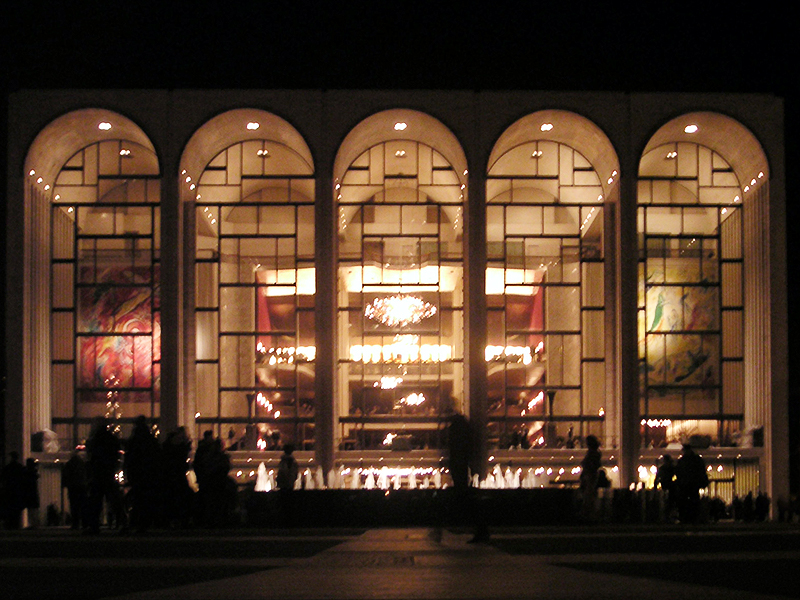
Metropolitan Opera

C'était la fin de cette grande tournée et Montand « comme il était un peu triste et très heureux, était exubérant. » Concert de louanges pour sa performance mais irritations parfois de Simone Signoret fatiguée du rappel contant de l'épisode Marilyn Monroe. Pendant la tournée, Montand suit l'actualité, objet de grandes discussions avec Jorge Semprun, « à Osaka, nous avions plusieurs jours assez calmes, qu'on a pu consacrer à nos activités favorites : la discussion et la promenade. » À un journaliste qui lui posait une question tendancieuse sur Israël, il répond : « Je ne suis pas pour Israël, systématiquement. Je suis systématiquement pour la démocratie... »
Jorge Semprun contemple la silhouette de Montand « perdue au milieu de la scène du MET, le Metropolitan Opera de New-York. » Quel plaisir fou quand il "chante-récite" Les bijoux sur un poème de Baudelaire. Le rêve s'est réalisé. Fabuleuse reconnaissance, extraordinaire destin pour cet homme qui vient d'un des quartiers les plus pauvres de Marseille. « Il avait traversé l'univers du travail, du temps compté,réglé, mis en coupe. » Il débute dans le quartier Saint-Antoine, devant un public « chahuteur et charmé. » Il se souvient encore des cris de sa mère qui l'appelait : « Ivo, monta !, Ivo, monta ! » La guerre met fin à sa carrière et il reprend le travail à la place que lui assignait l'ordre social, « le terrible désordre de l'injustice sociale » : un poste de manœuvre aux Chantiers de Provence. Mais il va reprendre son combat, « arracher cette chaîne, tirer sur ce collier jusqu'à le rompre. »
Mais les débuts sont durs. Il fuit la Milice, chante dans des boîtes de nuit, vit dans des hôtels borgnes puis se bat à l'ABC pour retenir un public soucieux de respecter le couvre-feu. Et il gagne. Trente huit ans après, c'est l'énorme ovation de New-York. Il salue, sourit, revient et revient sur la scène pour communier avec son public. Et pendant ces moments privilégiés, Jorge Semprun pense que c'est l'image de son père qui s'insinue dans son triomphe, « qui vient de traverser la scène, d'un pas lourd et léger à la fois, comme celui des revenants dans une pièce de Giraudoux. »